# 维托里努
维托里努是巴西巴拉那州的一个市镇。总面积307.946平方公里，总人口6513人，人口密度21.1人/平方公里。